# Лебедєва Тетяна (гірськолижниця)
Тетя́на Лебедє́ва (* 1973) — українська гірськолижниця.

## З життєпису
Дебютувала в міжнародному масштабі на юніорському чемпіонаті світу у Зіналі 1990 року. Виграла перший швидкісний спуск на Кубку світу 8 лютого 1991 року в Гарміш-Партенкірхені, завершивши 9-ю. Брала участь у трьох змаганнях на зимових Олімпійських іграх 1992 року, представляючи Об'єднану команду; зайняла 18-е місце в комбінації.
Зайняла 14-е місце у з'їзді на Чемпіонаті світу-1993 в Моріоці.
На чемпіонаті світу-1996 в Сьєрра-Неваді була 18-ю у супергіганті. Але під час випробувань на спуску збила техніка, який необережно вийшов на трасу, не зупинивши гонку. Зазнала важких переломів ніг, які призвели до завершення кар'єри.